# Throughput
La capacità effettiva (abbreviata THR, dall'inglese throughput) di un canale di telecomunicazione è la capacità di trasmissione effettiva che viene usata, ed è minore di quella teorica.
Si calcola attraverso la formula: {\displaystyle \eta \times C}; dove {\displaystyle \eta } è l'efficienza del protocollo usato, e {\displaystyle C} la capacità di trasmissione.

## Descrizione
La capacità effettiva non è da confondersi con la "capacità" del link: sia la capacità che il throughput si esprimono in bit/s, ma, mentre la prima esprime la frequenza trasmissiva massima alla quale i dati possono viaggiare, il throughput è un indice dell'"effettivo" utilizzo della capacità del link. Il throughput è la quantità di dati trasmessi in una unità di tempo, mentre la capacità dipende esclusivamente da quanta informazione è disponibile sul canale nella trasmissione.
Si definisce invece goodput la quantità di dati utili nell'unità di tempo del throughput trasmesso scartando la extrainformazione o informazione di overhead associata ai protocolli durante la trasmissione e gli eventuali pacchetti reinviati per protocolli di tipo automatic repeat request (ARQ).

## Esempi
Si consideri una sorgente che trasmette ad un destinatario dati organizzati in pacchetti attraverso un link di capacità {\displaystyle R} bit/s. La sorgente trasmette un pacchetto alla volta, perché alterna a periodi di trasmissione periodi di inattività in cui aspetta che il destinatario invii un riscontro di corretta ricezione. Il link di trasmissione è effettivamente utilizzato solo nel momento in cui la sorgente trasmette pacchetti, poiché quest'ultima non trasmette nulla mentre attende dal destinatario i riscontri (si è assunto per semplicità che il riscontro del destinatario sia un pacchetto di dimensione trascurabile).
Si supponga allora, per semplicità, che il canale sia impegnato per metà del tempo (la sorgente trasmette pacchetti), mentre per l'altra metà rimanga libero (la sorgente attende i riscontri per ogni pacchetto trasmesso): sotto tale ipotesi il throughput del link è di {\displaystyle R/2} bit/s, poiché la sorgente trasmette i pacchetti alla massima frequenza trasmissiva del canale, cioè {\displaystyle R} bit/s, soltanto in un tempo "doppio" rispetto a quanto basterebbe se non attendesse i riscontri. Il canale "potrebbe" trasmettere {\displaystyle R} bit/s, ma di fatto ne trasmette solo {\displaystyle R/2}.

## Altri contesti
Questo termine, dall'originario settore telematico, si è poi esteso in altri ambiti. Ad esempio, nella gestione della produzione per throughput s'intede la quantità di output finito/completo (pezzi, Kg, scatole, consegne, ecc.) producibile nell'unità di tempo (ora, giorno, settimana, anno).